# Belloliva canaliculata
Belloliva canaliculata is een uitgestorven slakkensoort uit de familie van de Bellolividae. De wetenschappelijke naam van de soort werd voor het eerst geldig gepubliceerd in 2017.